# Svetlana Navasardyan
Svetlana Navasardyan (armeană: Սվետլանա Հովհաննեսի Նավասարդյան; n. 29 octombrie 1946, Alaverdi, Republica Sovietică Socialistă Armeană, URSS) este o pianistă armeană.
Discipol al lui Yakov Zak, s-a remarcat pentru prima dată pe scena muzicală Est-Germană, fiind premiată la concursurile Robert Schumann la Zwickau și Johann Sebastian Bach la Leipzig. Mai târziu, a luat locul 5 la concursul de muzică Regina Elisabeta și locul doi cu Irina Plotnikova la ediția inaugurală a Concursului Internațional de Pian de la Sydney. Ea a cântat la nival intercontinental.

## Biografie
Între 1965 și 1968, a studiat la Conservatorul de Stat din Erevan în clasa lui V. Umr-Shadi. În 1971, a absolvit Conservatorul din Moscova, studiind în clasa lui Yakov Zak, și după 1973 a urmat cursuri postuniversitare. În 1966, a fost solistă în Orchestra Filarmonică Armeană. În 1974, a început să predea la Conservatorul de Stat din Erevan și a ajuns conferențiar universitar în 1981. Repertoriul ei include compoziții ale lui Bach, Beethoven, Schumann, Hindemith, Shostakovich, Khachaturian, Hovunts și Mansurian. Interpretările ei se disting printr-o interpretare unică. Ea a cântat în multe țări, alăturându-se unor festivale internationale de la Paris, Granada, Echternach. A fost de asemenea membră a juriului în competiții internaționale.

## Premii
- locul doi în Transcaucazia (1965, Tbilisi)
- locul doi la Robert Schumann (1966, Zwickau)
- locul 5 la concursul de muzică Regina Elisabeta
- ocul doi la Concursul Internațional de Pian de la Sydney
- artist emerit al URSS (1977)
- artistului poporului din URSS (1984)
- ordinul lui St. Mesrop Mashtots (2010)[4]
- medalia de onoare[5]